# Осада Руана (1562)
Осада Руана — осада нормандского города Руан, контролировавшегося гугенотами, с 28 сентября по 26 октября 1562 года в рамках Первой гугенотской войны во Франции войсками католиков во главе с герцогом де Гизом.
Осада завершилось успехом католиков и была предпринята с целью предотвращения сближения руанских кальвинистов с английскими протестантами. Антуан де Бурбон, отец будущего короля Генриха IV, был смертельно ранен выстрелом из мушкета в период осады 16 октября.